# Haykeul Chikhaoui
Haykeul Chikhaoui (sinh ngày 4 tháng 9 năm 1996) là một cầu thủ bóng đá người Tunisia gốc Pháp hiện tại thi đấu ở vị trí tiền vệ cho Varzim theo dạng cho mượn từ Porto B.

## Sự nghiệp câu lạc bộ
Chikhaoui là nhân tố trẻ đến từ FC Sochaux-Montbéliard. Anh ra mắt tại Ligue 2 cho FC Sochaux-Montbéliard ngày 29 tháng 8 năm 2014 trước Dijon FCO.